# Jan Król (siatkarz)
Jan Król (ur. 23 sierpnia 1989 w Sochaczewie) – polski siatkarz, grający na pozycji atakującego.
Król siatkarską karierę rozpoczynał w Metrze Warszawa z którym w 2005 roku wywalczył mistrzostwo Polski kadetów. Następnie reprezentował barwy SMS-u Spała, a od sezonu 2008/2009 był graczem BBTS Bielsko-Biała. W klubie tym należał do wyróżniających się zawodników, co spowodowało, że po zakończeniu rozgrywek zainteresowanie nim wyraziły drużyny grające w PlusLidze. W maju 2009 roku podpisał trzyletni kontrakt z AZS Politechniką Warszawską. Będąc jej graczem zadebiutował w najwyższej klasie rozgrywkowej, jednak nie zdołał wywalczyć miejsca w podstawowym składzie. W sezonie 2010/2011 ze względu na wysoką konkurencję w zespole (Robert Prygiel i Ołeksandr Stacenko) nie mieścił się w meczowej dwunastce. 30 grudnia 2010 roku za porozumieniem stron rozwiązał swoją umowę z Politechniką. Następnie podpisał dwuipółletni kontrakt z Fartem Kielce. W sezonie 2012/2013 był zawodnikiem Pekpolu Ostrołęka.
Jan Król jest także młodzieżowym reprezentantem Polski. Wraz z kadrą kadetów wziął udział w Turnieju EEVZA rozegranym w 2006 roku, w którym Polska zajęła pierwsze miejsce. Rok później sięgnął po srebrny medal Mistrzostw Europy kadetów. Brał także udział w Mistrzostwach Świata kadetów (2007) oraz Mistrzostwach Świata juniorów (2009), w których reprezentacja Polski nie wywalczyła żadnego medalu – zajęła odpowiednio piąte i dziewiąte miejsce.
Gdy grał w jesieni 2023 roku w trzecioligowym Płocku, jednocześnie łączył grę z pracą agenta nieruchomościami.

## Sukcesy klubowe
| Klub                        | Osiągnięcie                     | Trofeum | Rok  |
| młodzieżowe                 |                                 |         |      |
| Metro Warszawa              | Mistrzostwa Polski Kadetów      | złoto   | 2005 |
| Metro Warszawa              | Mistrzostwa Polski Juniorów     | brąz    | 2006 |
| seniorskie                  |                                 |         |      |
| GKS Katowice                | I liga                          | złoto   | 2016 |
| Hypo Tirol Innsbruck        | MEVZA - Liga środkowoeuropejska | srebro  | 2017 |
| Hypo Tirol Innsbruck        | Liga austriacka                 | złoto   | 2017 |
| SK Posojilnica Aich/Dob     | MEVZA - Liga środkowoeuropejska | złoto   | 2018 |
| SK Posojilnica Aich/Dob     | Liga austriacka                 | złoto   | 2018 |
| Verva Warszawa Orlen Paliwa | Liga polska                     | brąz    | 2021 |

## Sukcesy reprezentacyjne
Mistrzostwa EEVZA Kadetów:
- 2006

Mistrzostwa Europy Kadetów:
- 2007